# 小泉 (アパレル)
小泉株式会社（こいずみ、英: KOIZUMI Co.,Ltd）は、大阪府大阪市中央区に本社を置く、繊維製品販売関連企業を傘下に置く持株会社である。
傘下企業と共に「小泉グループ」を形成する。

## 概要
1716年に現在の滋賀県東近江市で創業された麻布商を起源とする、近江商人をルーツとした企業であり、小泉産業および小泉成器は同根企業である。
2009年には経営破綻した小杉産業より「ゴールデンベア」などの事業を承継するなど、M&Aにより事業を拡大しており、2020年2月期の連結売上高は423億円に上っている。
2020年には経営破綻したレナウンより「D'URBAN」（ダーバン）、「Aquascutum」（アクアスキュータム）、「SIMPLE LIFE」などの事業を承継した。
なお、東京都台東区に本社を置き、東天紅やアブアブ赤札堂、富士サファリパークなどを傘下に置く小泉グループ株式会社とは無関係である。

## 沿革
- 1716年（享保元年） - 小泉太兵衛が現在の滋賀県東近江市で麻布商を創業
- 1871年（明治4年） - 立木屋森之助商店（小泉大阪店）を創設（この年を近代創業元年としている）
- 1941年（昭和16年）1月 - 株式会社小泉商店設立
- 1943年（昭和18年） - 五光精機工業株式会社が独立（現在の小泉産業および小泉成器）
- 1946年（昭和21年） - 現商号に変更
- 1978年（昭和53年） - 東京営業部を東京小泉株式会社に分社化
- 1979年（昭和54年） - 呉服部を京都小泉株式会社に分社化
- 1984年（昭和59年）3月 - テキスタイル事業部を小泉テキスタイル株式会社、アパレル事業部を小泉アパレル株式会社に分社化
- 1991年（平成3年） - 小泉アパレル株式会社が東京小泉株式会社を吸収合併
- 2003年（平成15年）3月 - 小泉アパレルのジーニングカジュアル事業部をコイズミクロージング株式会社に分割
- 2004年（平成16年）3月 - 株式会社オッジ・インターナショナルに資本参加
  - 11月 - 小泉テキスタイル株式会社を吸収合併
- 2008年（平成20年）3月 - 東京ヤマモト株式会社を完全子会社化
- 2009年（平成21年）3月 - 2004年に吸収合併したテキスタイル事業部を小泉ライフテックス株式会社に再分社化
  - 同月 - 株式会社コスギを設立。 小杉産業より「ゴールデンベア」部門およびレディスニット部門などを譲受。
- 2012年（平成24年）6月 - 小泉アパレル株式会社およびコイズミクロージング株式会社を完全子会社化
- 2013年（平成25年）9月 - コスギが東京ヤマモトを吸収合併
- 2014年（平成26年）3月 - ギャルソンヌ株式会社を完全子会社化
  - 同月 - コイズミクロージングが株式会社ジャックコーポレーションを完全子会社化
- 2020年（令和2年）9月 - 株式会社レナウンより5ブランドを譲受。「SIMPLE LIFE」、「element of SIMPLE LIFE」は小泉アパレルが、「D'URBAN」、「Aquascutum」、「STUDIO by D'URBAN」はオッジ・インターナショナルがそれぞれ扱う[3][4][5].。
- 2024年（令和6年）11月2日 -  オッジ・インターナショナルがレナウン株式会社へ商号を変更予定[6]。

## 小泉グループ

### 子会社
※主なもののみ記載。特記なきものは大阪市中央区に所在。
- 小泉アパレル株式会社 - 婦人服の企画製造販売
- コイズミクロージング株式会社 - カジュアル衣料の企画製造販売
- 京都小泉株式会社（京都市下京区） - 呉服・宝飾品の企画製造販売
- 小泉ライフテックス株式会社 - インテリア雑貨、各種ファブリック企画製造卸
- レナウン株式会社 - 紳士服・婦人服・雑貨の企画製造販売
- 株式会社コスギ（東京都中央区） - 紳士服・婦人服の企画製造販売
- 株式会社ギャルソンヌ（東京都江東区） - パジャマ・ナイトウェアの製造販売
- 株式会社ジャックコーポレーション（石川県金沢市） - ジーンズ・カジュアルウェアの販売チェーンストア
- 株式会社コイズミ保険センター - 保険代理業

### 関連会社
- 小泉産業株式会社
- 小泉成器株式会社